# Каштан Вавілова
Кашта́н Ваві́лова (Каштан М. І. Вавилова) — ботанічна пам'ятка природи місцевого значення в Україні. Розташована на північній околиці міста Полтава, вулиця Шведська, 88 (територія сільськогосподаської дослідної станції). 

## Загальний опис
Площа 0,1 га. Статус присвоєно згідно з рішенням облвиконкому від 14.03.1989 року № 75. Перебуває у віданні: Полтавський інститут агропромислового виробництва ім. М. І. Вавілова. 
Статус присвоєно для збереження одного ексемпляра каштана кінського, названого 1987 року на честь 100-річчя з дня народження вченого М. І. Вавилов. Під каштаном вчений відпочивав під час практики 1910 року, фотографувався у 1912 і 1923 рр, коли приїздив на дослідну станцію.

## Галерея

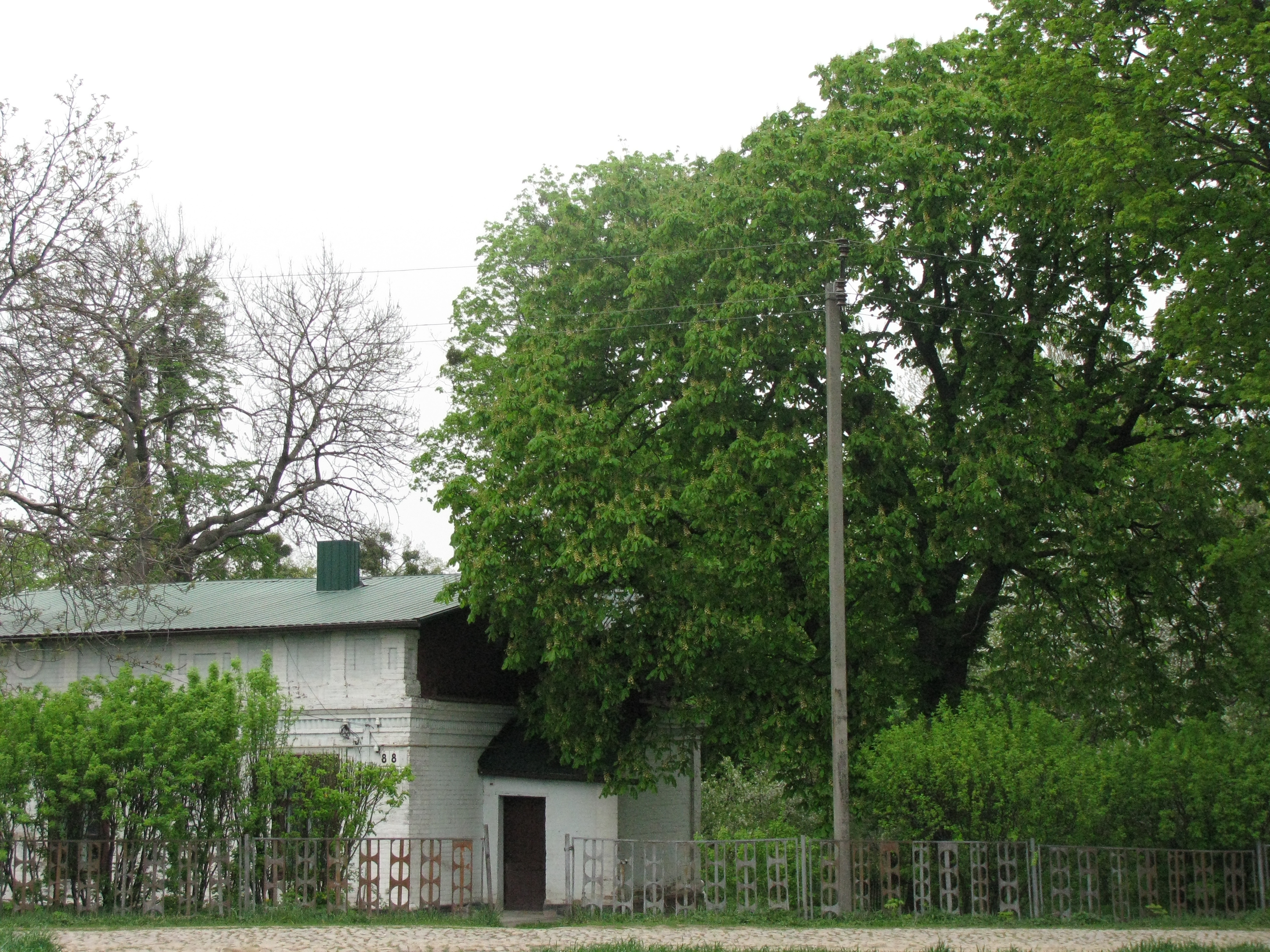
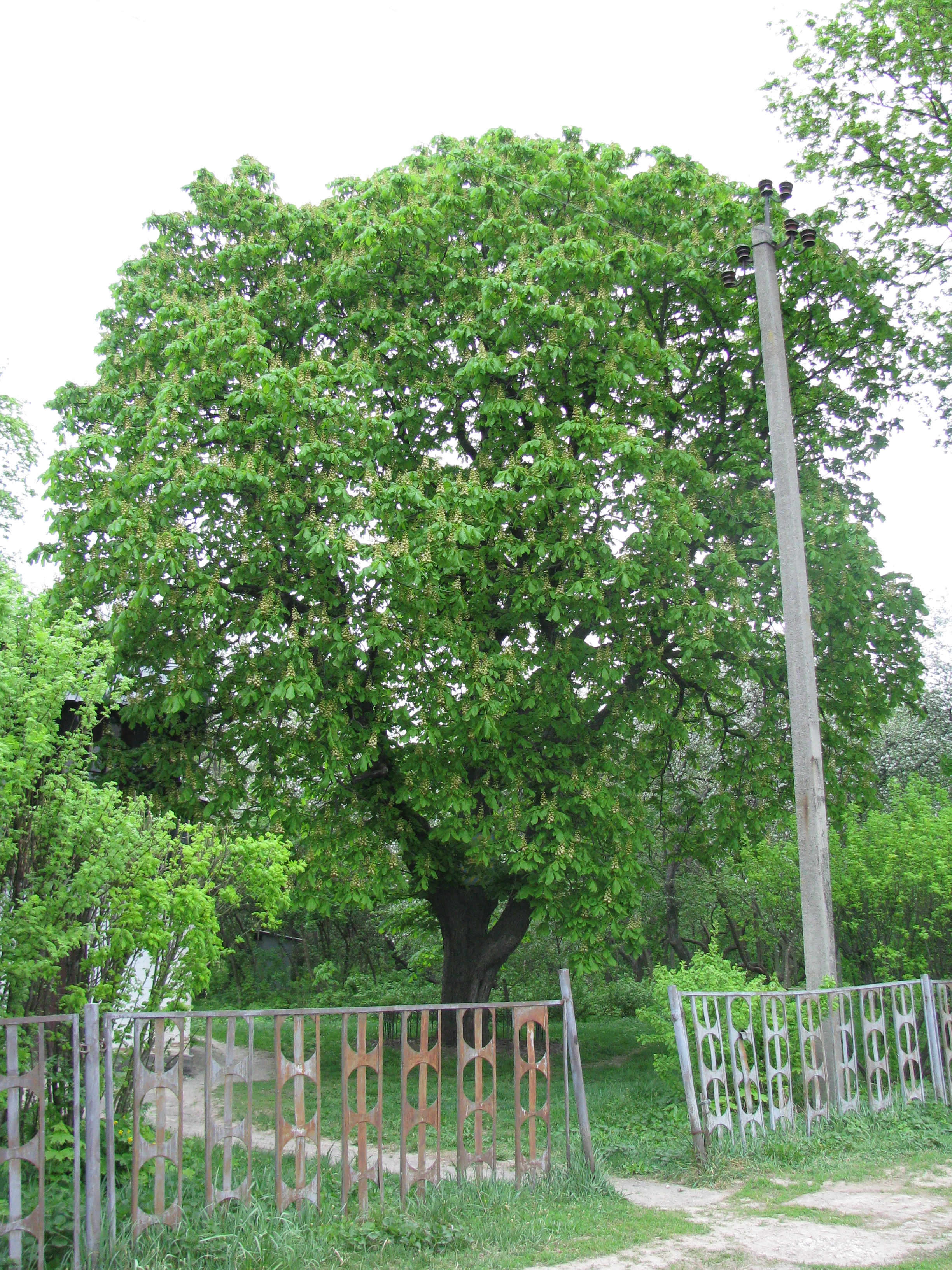